# بمباران جنوب شرقی آسیا (۴۵–۱۹۴۴)
بمباران جنوب شرقی آسیا (انگلیسی: Bombing of South-East Asia) بمباران استراتژیک در جنگ جهانی دوم در جبهه جنوب شرقی آسیای جنگ جهانی دوم بود. اهداف اصلی حملات هوایی متفقین، تایلند و امپراتوری ژاپن، هندوچین فرانسه بودند.